# ارکیده‌های زنبوری
ارکیده‌های زنبوری (نام علمی: Chiloglottis) نام یک سرده از تبار درازگوشان است.